# 挡石河 (辉发河)
挡石河位于中华人民共和国吉林省磐石市境内，是辉发河左岸支流。河名为满语“达什”（满文：ᡩᠠᠰᡳᡥᡳᡴᡡ，转写：dasihikū）的音转，意为“鸷鸟”；另说，河里的石头可以做磨刀石，故名。
挡石河发源于磐石市西北部朝阳山镇红石砬子山东侧，蜿蜒东南流经萝卜地水库、磐石市区、牛心镇等，于牛心镇兰家村以南汇入辉发河。河长51.6千米，流域面积999平方千米，河道平均比降1.2‰。年均径流量0.76亿立方米。挡石河地处低山丘陵区，上游呈扇形河网，水势较猛；中游河谷较宽，平坦、开阔，多为耕地；下游两岸多山丘，河谷收缩，河床窄深，易坍岸。